# Siri Fort Sports Complex
Koordinaten: 28° 33′ 7,5″ N, 77° 13′ 9,3″ O
Der Siri Fort Sports Complex ist ein Indoor-Sport-Komplex in Delhi.

## Geschichte
Die Arena wurde für die Asienspiele 1982 von der Delhi Development Authority errichtet, welche den Komplex auch heute noch betreibt. In der Haupthalle sind 4748 Sitzplätze vorhanden. Die Arena bietet Möglichkeiten für alle gängigen Indoor-Sportarten, angefangen von Basketball über Schwimmen bis hin zu Tennis, Squash und Badminton. Als weitere Großveranstaltung wurden in der Halle Wettkämpfe der Commonwealth Games 2010 ausgetragen. Im Badminton findet im Komplex seit 2011 die jährliche Austragung der India Super Series statt.